# John Landsteiner
John Landsteiner (ur. 19 maja 1990 w Mankato) – amerykański curler i inżynier, mistrz olimpijski z 2018.
Jest otwierającym w drużynie Johna Shustera.

## Życie prywatne
John Landsteiner zaczął uprawiać curling w 2000. Ukończył inżynierię lądową na University of Minnesota Duluth. Pracuje jako inżynier ds. korozji i kierownik projektu w firmie inżynieryjno-konsultingowej w Duluth.

## Wyniki
- igrzyska olimpijskie
  - Soczi 2014 – 9. miejsce
  - Pjongczang 2018 – 1. miejsce
- mistrzostwa świata mężczyzn
  - 2015 – 5. miejsce
  - 2016 – 3. miejsce
  - 2017 – 4. miejsce
  - 2019 – 5. miejsce
  - 2021 – 5. miejsce
  - 2023 – 8. miejsce
- mistrzostwa świata juniorów
  - 2011 – 6. miejsce